# Adriano Buzzati Traverso
Adriano Buzzati Traverso (Milano, 6 aprile 1913 – Milano, 22 aprile 1983) è stato un genetista e biofisico italiano.

## Biografia
Figlio del giurista Giulio Cesare Buzzati e fratello di Dino Buzzati e di Angelina Buzzati (moglie di Giuseppe Ramazzotti), è stato una delle personalità scientifiche più rilevanti del Novecento. Già nel 1934, grazie a una borsa di studio, intraprese negli Stati Uniti lo studio della nascente genetica delle popolazioni, dedicandosi allo studio della Drosophila. Dopo la laurea, nel 1937, entrò come assistente incaricato nell'Istituto di Zoologia «Lazzaro Spallanzani» dell'Università degli Studi di Pavia, sotto la direzione dell'entomologo Carlo Jucci.
Elaborò con Cavalli-Sforza una teoria fisico-biologica della radiogenetica (di cui fu uno dei padri fondatori), la teoria dell'urto, uno dei suoi contributi scientifici più originali, dimostrando la "fisicità" del gene. Dopo la guerra (fu in Africa fino al 1942), divenne nel 1948 uno dei primi professori di genetica in Italia (Pavia).
Nel 1957 Buzzati Traverso divenne il direttore della neonata Divisione Biologica del CNRN, istituita allo scopo di studiare gli effetti delle radiazioni; nei bienni 1959-1960 e 1960–1961 vennero organizzati a Pavia due corsi di specializzazione sugli effetti biologici delle radiazioni ionizzanti.
Mantenne intrecciate le tematiche strettamente genetiche con le questioni evolutive, dedicandosi però anche alla riflessione epistemologica e metodologica di fronte ai nuovi problemi sollevati dalla nuova biologia (oggi detta molecolare). Nel 1962, con finanziamento dell'Euratom, del CNEN e del Consiglio Nazionale delle Ricerche, fondò il Laboratorio Internazionale di Genetica e Biofisica a Napoli (poi Istituto Internazionale di Genetica e Biofisica, ora Istituto di Genetica e Biofisica), in via Marconi. Nel 1964 rassegnò le dimissioni una prima volta, rientrate dopo pochi mesi. Nel 1969 una protesta interna al Laboratorio, con oltre 40 giorni di occupazione da parte di tecnici, borsisti e un piccolo gruppo di ricercatori, lo portò al definitivo abbandono della sua creatura. Finita la sua esperienza al LIGB, si trasferì a Parigi, all'UNESCO (dove rimase fino al 1974), come direttore scientifico, dedicandosi al problema demografico e alla questione nucleare.
A Buzzati Traverso è stato dedicato il dipartimento di genetica e microbiologia dell'Università degli Studi di Pavia e il Campus di ricerca di Monterotondo facente capo all'Area della Ricerca di Montelibretti del Consiglio Nazionale delle Ricerche.